# Español pastuso

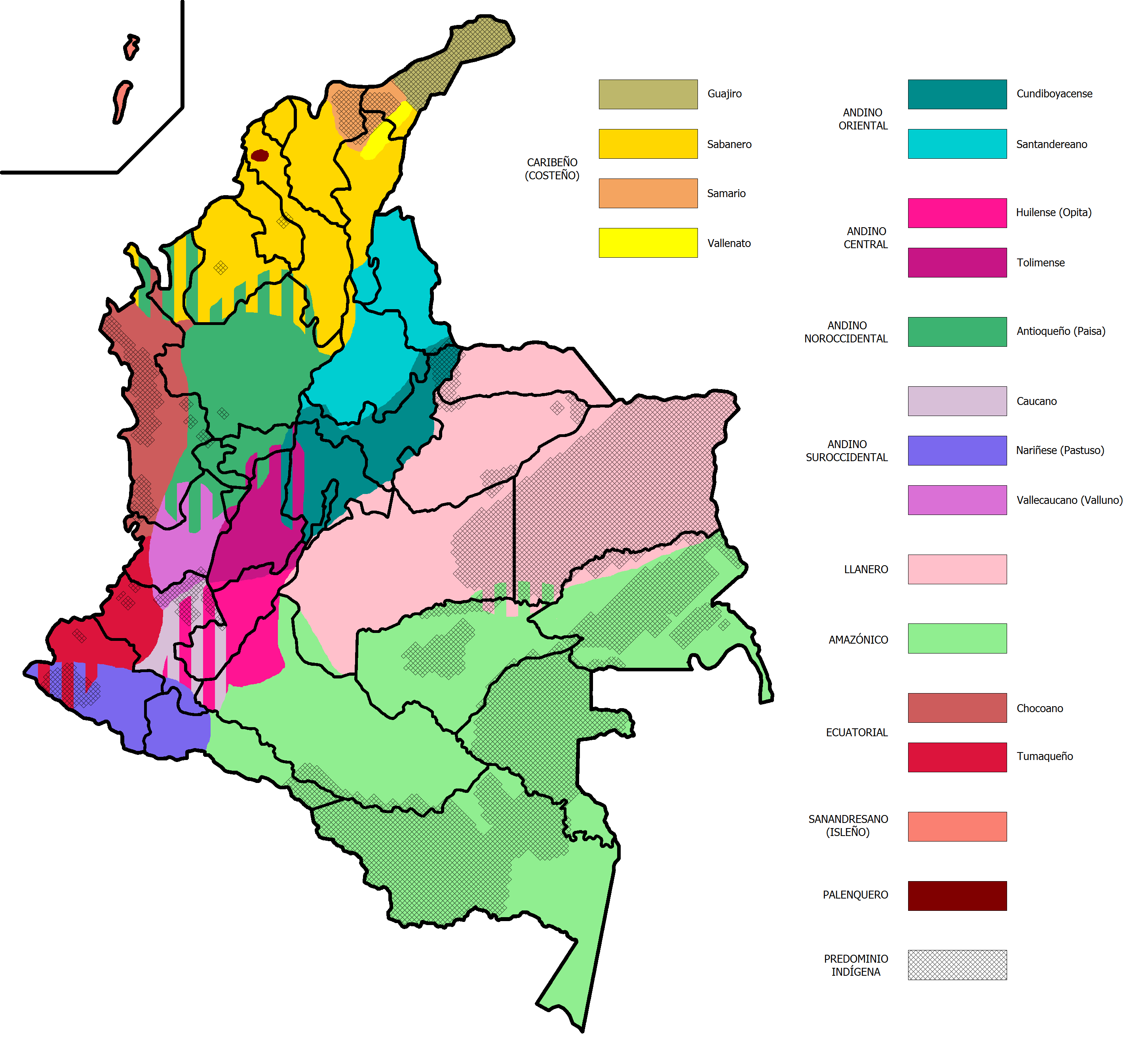
Dialectos del español en Colombia, el dialecto pastuso (púrpura) se habla en el suroccidente del país.

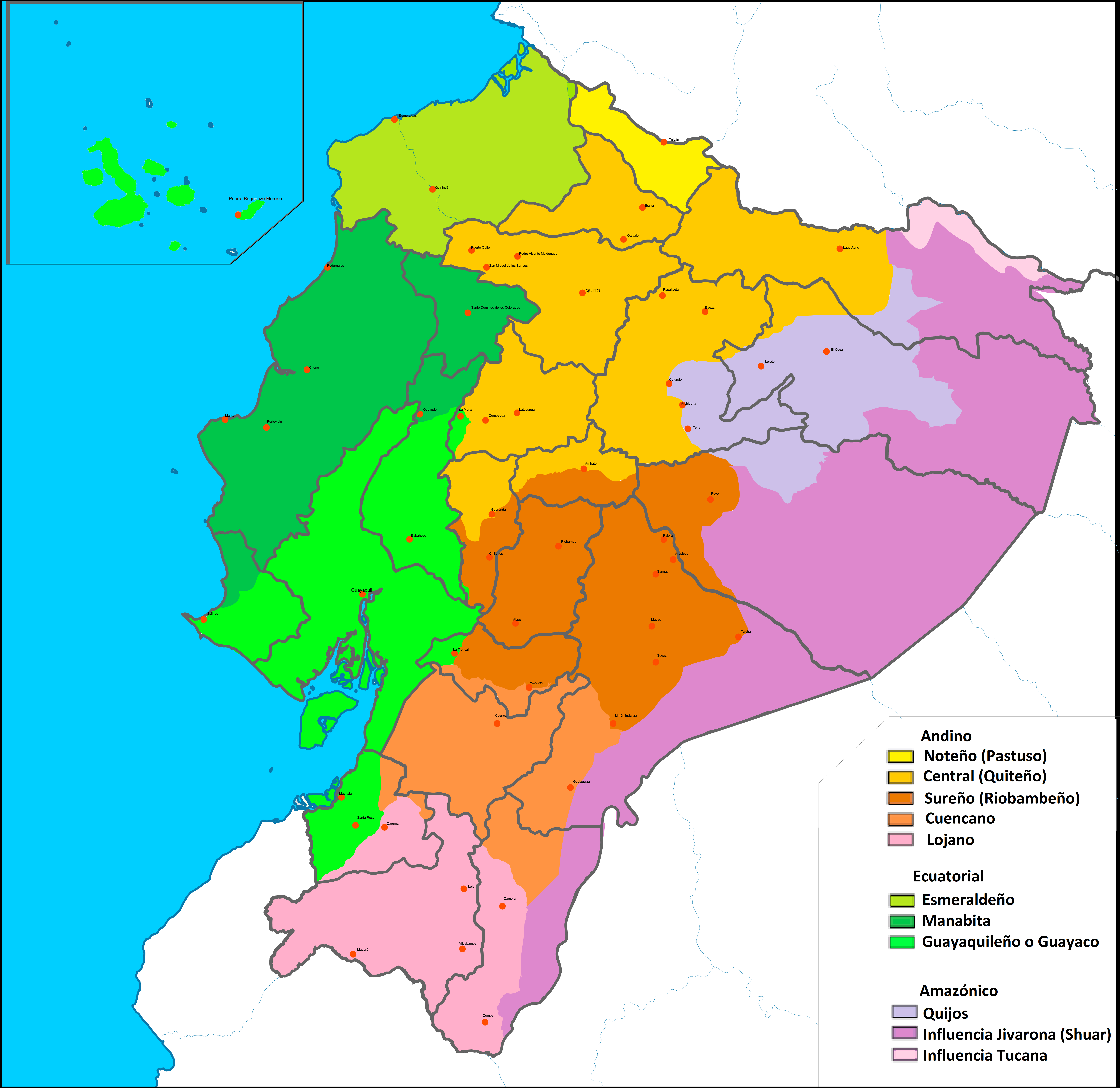
Dialectos del español en Ecuador, el dialecto pastuso (norteño) aparece en amarillo

El español pastuso es un dialecto del idioma español que se habla en el sur de Colombia (altiplano nariñense, sur de Cauca, occidente de Putumayo) y Ecuador (provincia de Carchi). Corresponde al dialecto más septentrional del español andino, variedad hablada también en las montañas (tierras altas) de Ecuador, Perú, Bolivia, el norte de Chile y el Noroeste argentino.

## Influencia y variedades
La isoglosa (límite) más septentrional del español pastuso se encuentra en el valle del río Patía, aunque su influencia dialectal se puede sentir también en las ciudades colombianas de Popayán y Florencia (incluyendo el sur del departamento Huila), donde se mezcla con el español vallecaucano y el español tolimense, respectivamente.
Hacia el oeste, el límite lo marcan las estribaciones de la Cordillera Occidental, que lo separa del español chocoano del Pacífico colombiano. No obstante, su influencia es perceptible en la costa nariñense debido a la colonización pastusa en los ríos Mira y Telembí.
La colonización del piedemonte amazónico también ha extendido el español pastuso a la cuenca media y baja de río Putumayo, situándose la isoglosa más oriental en el municipio de Puerto Leguízamo.
La isoglosa más meridional se encuentra en el valle del río Chota, que marca los límites entre las provincias ecuatorianas de Carchi e Imbabura.
En general, se pueden identificar dos subdialectos dentro del español pastuso:
- La variedad de las tierras altas, hablada en la región andina de Nariño, el Alto Putumayo, el Nudo de Almaguer y la provincia de Carchi;
- Y la variedad de las tierras bajas, hablada en el piedemonte del Putumayo y en la Bota Caucana.

## Fonología
1. Se presenta seseo, es decir, como ocurre en todas las variedades del español americano, la s, z y c se pronuncian como /s/: cocer y coser suenan igual.
2. La /s/ tiene tres formas principales: laminoalveolar (común en toda América), apicodental (con un alargamiento perceptible,  similar al interior de México o de Perú) y apicoalveolar (con un sonido similar al de sh).
3. La /s/ tiende a sonorizarse /z/ en posición intervocálica (entre vocales): pasado > passado, regresar > regressar
4. Está ausente el yeismo, distinguiéndose entre el sonido de la letra y (/ʝ̞/) y el del dígrafo ll (/λ/ o /ʒ/ en algunos casos): callo y cayo se pronuncian distinto en el dialecto tradicional.
5. La "j" se pronuncia palatal o velar /x/ fuerte, al igual que México, Argentina o Perú, y no como la glotal o faríngea  /h/ suave del resto de Colombia.
6. La /n/ final es alveolar y no velar como en las zonas litorales o costeras.
7. Es común la realización arrastrada o asibilada de la rr y r final, principalmente en áreas rurales. Es decir se pronuncia como /řř/. Este rasgo se considera inculto en el lado de Colombia, pero es aceptado en Ecuador.
8. Al igual que en el centro de México y el resto de la región Andina, algunos hablantes tienden a debilitar las vocales y a dar un mayor énfasis a las consonantes.
9. Como ocurre en algunas variantes del español, se suele enmudecer la /d/ final en las palabras oxítonas principalmente finalizadas en /a/: verdad > verdá, realidad > realidá.
10. Por el contrario, nunca se debilita la /d/ en posición intervocálica: palabras como: nada, amado y  partido se pronuncian claramente. Igualmente los sonidos /b/ y /g/ nunca se omiten.
11. En contraste con los dialectos de las áreas litorales, la /s/ final de una palabra nunca se debilita.
12. En Nariño, a diferencia de algunos hablantes del resto de Colombia, la /s/ intervocálica nunca se aspira ni elide: nosotros se pronuncia claramente, nunca nohotros.

## Morfología
- La segunda persona del plural es ustedes, como en todas las formas del español en América.
- El voseo es común, aunque no goza de prestigio, llegando a mezclarse con el tuteo como pasa en algunas zonas del norte de Argentina, vos tienes. En su forma más tradicional, el voseo pastuso muestra similitud con el voseo chileno, aunque no se presenta la elisión de /s/ común en este último dialecto.

| Desinencia       | Voseo general | Voseo chileno      | Voseo pastuso | No voseante (Tuteo) |
| ---------------- | ------------- | ------------------ | ------------- | ------------------- |
| -ir              | vos partís    | vo(s)/tú partí(s)  | vos partís    | tú partes           |
| -er              | vos corrés    | vo(s)/tú corrí(s)  | vos corrís    | tú corres           |
| -ar              | vos cantás    | vo(s)/tú cantái(s) | vos cantás    | tú cantas           |
| -ir (alternante) | vos decís     | vo(s)/tú decí(s)   | vos decís     | tú dices            |
| -er (alternante) | vos perdés    | vo(s)/tú perdí(s)  | vos perdís    | tú pierdes          |
| -ar (alternante) | vos colgás    | vo(s)/tú colgái    | vos colgás    | tú cuelgas          |
| Imperativo       | mirá vos      | mira tú            | mirá vos      | mira tú             |

- Al igual que ocurre en la cuenca del Caribe y a diferencia de otros dialectos andinos, los diminutivos se forman con la terminación -ico e -ica cuando la última sílaba de una palabra empieza por /t/: gato > gatico.
- A diferencia de la Sierra ecuatoriana, el leísmo no es un fenómeno generalizado.
- Al igual que en otros dialectos americanos, predomina el uso del pretérito simple, aunque el pretérito compuesto se encuentra bastante extendido.
- Tal vez por influencia de la gramática quechua, es común el uso del gerundio a cambio del participio pasado, como en las expresiones «vine desayunando» o «lo dejo firmando» por «vine desayunado» o «lo dejo firmado», respectivamente.
- También es frecuente el uso del presente de subjuntivo a cambio del imperfecto del subjuntivo al relatar órdenes o peticiones hechas en el pasado, como en estas expresiones: «le pedí que venga» por «le pedí que viniera».
- Existen perífrasis verbales de probable sustrato quechua: botar, dejar, mandar, dar + gerundio. Esta última significa «hacer en beneficio de alguien [lo que el verbo indica]» y se usa frecuentemente para suavizar una petición: «Dame abriendo la puerta, por favor».
- También con el propósito de suavizar peticiones se emplea el futuro de indicativo en lugar del imperativo, con los clíticos pronominales pospuestos al verbo en la forma afirmativa: «llamaraslo» (llamarás + lo), con el significado de «llámalo» en presente o en un futuro cercano.

## Léxico
El histórico aislamiento del nudo de los Pastos dio lugar a que se preserven una serie de términos que han desaparecido en otros dialectos de español, conocidos como arcaísmos. Asimismo, se han incorporado voces de origen indígena, especialmente del quechua, ya que estos territorios constituyeron el límite más septentrional del Imperio incaico. Algunos son típicos de zonas rurales y van en retroceso, mientras que otros se mantienen plenamente. Entre los términos comunes en la región encontramos: 
- achichay: para expresar frío.
- achichucas: para expresar calor.
- achilado: avergonzado.
- aco: harina de maíz o de trigo mezclada con azúcar.
- amarcar/marcar: cargar, sobre todo a un niño o niña.
- tatay: para expresar repugnancia.
- auca: niño que muere sin ser bautizado.
- bámbaro: torpe, cobarde.
- cacha: amigo.
- cachicar: carcomer.
- catiro: rubio.
- changar: entrelazar las piernas.
- chumado: borracho.
- chumbo: pavo.
- cucho: señor viejo.
- cocha: una laguna de nariño.
- cueche: arco iris.
- guagua: bebé, niña o niño (pequeños).
- guaico: lugar de clima cálido.
- guambra: adolescente o puber.
- guango: atado de leña u otro artículo.
- guato: pequeño, de baja estatura.
- lluspir: resbalar.
- minacuro: luciérnaga.
- molo: pure de papa.
- morocho: persona de piel oscura.
- mucha: beso.
- tulpa: fogón de leña.
- pupo: ombligo.
- pulloso: persona de pelo áspero o despeinado.
- churoso/a: persona de pelo crespo u ondulado.
- banderear: salir a pasear por la vía pública para ser visto.
- machucar: presionar, apretar, aplastar.
- comedido: colaborador, solidario; comedimiento: cualidad de comedido.
- desgualangado: persona que muestra una forma de vestir desarreglada o un aspecto descuidado.